# Гатценпорт
Гатценпорт (нім. Hatzenport) — громада в Німеччині, розташована в землі Рейнланд-Пфальц. Входить до складу району Маєн-Кобленц. Складова частина об'єднання громад Райн-Мозель.
Площа — 3,77 км2. Населення становить 597 ос. (станом на 31 грудня 2020).

## Галерея

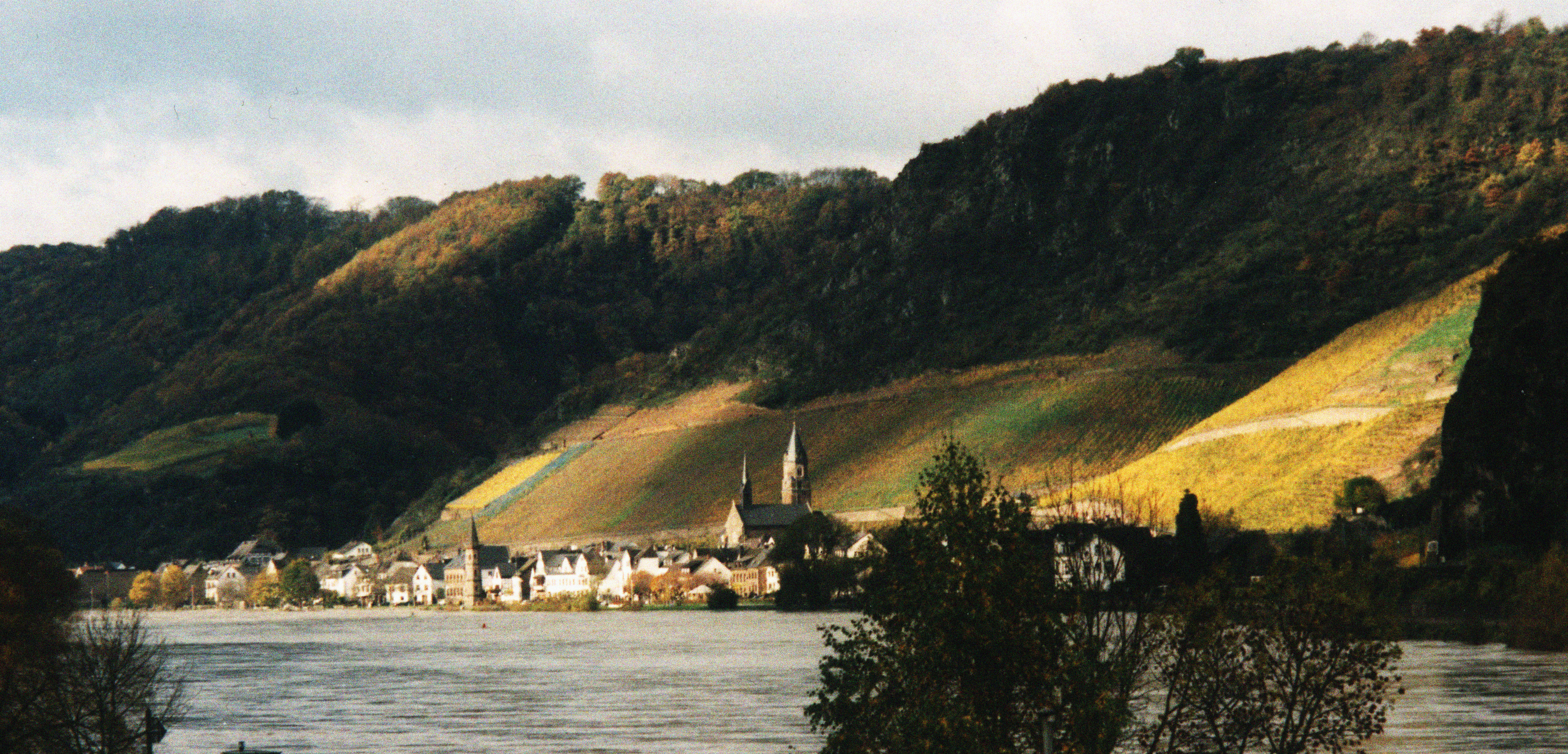